# Baryphas jullieni
Baryphas jullieni là một loài nhện trong họ Salticidae.
Loài này thuộc chi Baryphas. Baryphas jullieni được Eugène Simon miêu tả năm 1902.